# Altbach (Schwarzach)
Der Altbach ist ein über 7 km langer Bach des Steigerwalds im unterfränkischen Landkreis Kitzingen, der nach nordwestlichem Lauf im Südwesten von Stadelschwarzach von links in die Schwarzach mündet.

## Geographie

### Verlauf
Der Bach entspringt am südwestlichen Fuße des 477 Meter hohen Schloßbergs und etwa 1,5 km östlich des Ortes Kirchschönbach auf einer Höhe von 322 m ü. NHN.
Anschließend fließt er im Steigerwaldvorland durch Kirchschönbach, einen Stadtteil von Prichsenstadt. Der weiterhin nach Westen verlaufende Bach passiert danach die Lohmühle am rechten und die Stadt Prichsenstadt überwiegend am linken Ufer und wendet sich dort auf nordwestlichen Lauf. Der Bach bildete seit dem 14. Jahrhundert den nördlichen Teil des Stadtgrabens (siehe auch Prichsenstädter Stadtbefestigung). Im Stadtgebiet mündet auf der linken Seite der Beibach, der bis zum Zufluss länger ist als der Altbach-Oberlauf. Am nordwestlichen Stadtrand wird er von derselben Seite noch durch den Dienstbach verstärkt.
Gleich darauf passiert der Bach die Schnaudersmühle, unterquert die Gleisanlagen der Bahnstrecke Kitzingen–Schweinfurt, fließt danach bei der Flur Hoflängen an Resten einer Siedlung aus vor- und frühgeschichtlicher Zeit vorbei, um schließlich südwestlich von Stadelschwarzach  auf einer Höhe von 220 m ü. NHN von links in die Schwarzach zu münden.
Sein etwa 7,6 km langer Lauf endet 102 Höhenmeter unterhalb seiner Quelle, er hat somit ein mittleres Sohlgefälle von 14 ‰.

### Einzugsgebiet
Das Einzugsgebiet des Altbachs umfasst 10,90 km². Sein Quellgebiet liegt im Steigerwald, das übrige Einzugsgebiet im Steigerwaldvorland. Er entwässert es über die Schwarzach, den Main und den Rhein zur Nordsee.
Das Einzugsgebiet grenzt
- im Norden an das des Schönbachs, der ebenfalls in die Schwarzach mündet;
- im Osten an das der Reiche Ebrach, die in die Regnitz mündet;
- im Südosten an das der Ebrach, die in die Reiche Ebrach mündet;
- und im Süden an das des Sambachs, der über den Castellbach in die Schwarzach entwässert.

Im Bereich des Steigerwaldes ist das Einzugsgebiet zum größten Teil bewaldet, der im Steigerwaldvorland liegende Teil ist eine von Ackerland geprägte offene Kulturlandschaft.

### Zuflüsse
Von der Quelle zur Mündung.
| Name       | Lage  | Länge [in km] | Mündung            | Mündungs- höhe [in m. ü. NHN] |
| ---------- | ----- | ------------- | ------------------ | ----------------------------- |
| Beibach    | links | 6,97          | in Prichsenstadt   | 244                           |
| Dienstbach | links | 0,88          | Ende Prichsenstadt | 235                           |

### Orte am Altbach
Ortschaften am Lauf mit ihren Zugehörigkeiten.
- Stadt Prichsenstadt
  - Kirchschönbach (Dorf)
  - Prichsenstadt (Stadt)
  - Schnaudersmühle (Mühle)
  - Stadelschwarzach (Dorf)

## Geologie
Der Altbach entsteht in der teils von Flugsand bedeckten Übergangszone zwischen dem Gipskeuper (Grabfeld-Formation) am Westrand des Steigerwaldes und einer weiten Lettenkeuper-Fläche (Erfurt-Formation) westlich davon im Steigerwald-Vorland. Schon vor Prichsenstadt steht auf dem Talgrund der Obere Muschelkalk an. Auf seinem Unterlauf nach Nordwesten folgt der Altbach einer in selber Richtung laufenden Doppelstörung.

## Mühlen
- Lohmühle, zwischen Kirchschönbach und Prichsenstadt
- Wiesenmühle, bei Prichsenstadt
- Schnaudersmühle (Schnauderslochmühle), westlich von Prichsenstadt

### BayernAtlas („BA“)
Amtliche Online-Gewässerkarte mit passendem Ausschnitt und den hier benutzten Layern: Lauf und Einzugsgebiet des Altbachs

Allgemeiner Einstieg ohne Voreinstellungen und Layer: BayernAtlas der Bayerischen Staatsregierung (Hinweise)
1. 1 2  Höhe abgefragt auf dem Hintergrundlayer Amtliche Karte (Rechtsklick).
2. ↑  Geologie nach dem Layer Geologischen Karte 1:500.000.

### Gewässerverzeichnis Bayern („GV“)
1. ↑  Länge nach: Verzeichnis der Bach- und Flussgebiete in Bayern – Flussgebiet Main, Seite 58 des Bayerischen Landesamtes für Umwelt, Stand 2016 (PDF; 3,3 MB) (Seitenzahl kann sich ändern.)
2. ↑  Einzugsgebiet nach: Verzeichnis der Bach- und Flussgebiete in Bayern – Flussgebiet Main, Seite 58 des Bayerischen Landesamtes für Umwelt, Stand 2016 (PDF; 3,3 MB) (Seitenzahl kann sich ändern.)

### Sonstige
1. ↑  Bayerischer Denkmal-Atlas: Siedlung vor- und frühgeschichtlicher Zeitstellung (D-6-6128-0039)